# 7 Year Bitch
7 Year Bitch (англ. Семирічна стерва) — сіетлський рок-гурт, що існував з 1990 по 1997 роки.

## Біографія
Засновниками гурту стали три дівчини, які до цього грали в сіетлському колективі Barbie's Dream Car: співачка Селен Віджіл, гітаристка Стефані Сарджент і барабанщиця Валері Егнью. Вони втратили бас-гітаристку і знайшли заміну в особі Елізабет Девіс-Сімпсон. Попри свій суто жіночий склад, а також зріст місцевої гранджової сцени, музикантки дотримувались традиційного панківського стилю. Їхнім кумиром була зірка місцевої панк-рокової сцени Міа Сапата, що грала у гурті The Gits. Саме з цим музичним колективом 7 Year Bitch виступали на початку власної кар'єри.
В 1990 році гурт випустив сингл 7 Year Bitch, після чого підписав контракт з місцевим лейблом C/Z Records. Під час запису дебютної платівки від передозування наркотиків вмерла Стефані Сарджент. Вражені смертю близької подруги, інші учасниці замислювались над розпуском гурту, але врешті решт вирішили продовжити роботу. Альбом вийшов в 1992 році під назвою Sick ‘Em, а через шість місяців в гурт було прийнято нову гітаристку Ройзін Данн.
Наступна платівка вийшла за ще більш трагічних обставин. В 1993 році в Сіетлі брутально зґвалтували та вбили колишню наставницю дівчат Міа Сапату. Саме їй 7 Year Bitch присвятили наступний альбом, який отримав назву ¡Viva Zapata! Окрім цього, гранджова сцена понесла ще декілька втрат: окрім Курта Кобейна, вмерла подруга музиканток, бас-гітаристка Hole Крістен Пфафф. Анонсуючи вихід другого альбому, в газеті Los Angeles Times зазначили, що 7 Year Bitch «перевершили у своїй похмурості навіть найбільш пригнічені гурти, починаючи з британських Joy Division, закінчуючи сіетлськими Alice in Chains».
Після підписання контракту з великим лейблом Atlantic в 1996 році гурт випустив свій третій студійний альбом Gato Negro, який став останнім для колективу. В 1997 році 7 Year Bitch розпались.
У 2016 році вийшов концертний альбом Live at Moe, який містив запис виступу гурту в сіетлському клубі Moe в 1996 році.

## Історичне значення
В музичному журналі Rolling Stone платівку ¡Viva Zapata! (1994) віднесли до 50 найкращих гранджових альбомів. На думку Сюзі Еспозіто, 7 Year Bitch не були повною мірою гранджовим або феміністичним гуртом, проте їхня жіноча лють та войовничість майже не мала аналогів на місцевій сцені того часу. Жорстоке вбивство подруги музиканток, Міа Сапати з The Gits, надихнуло їх на запис цього триб'ют-альбому, а також на створення неприбуткової організації Home Alive для боротьби з насильством.
В 1995 році виступ 7 Year Bitch потрапив до підліткової драми «Шалене кохання» із Дрю Беррімор в головній ролі. Гурт виконав пісню «The Scratch» в епізоді, який в огляді важливих альбомів феміністичного руху riot grrrl назвали «можливо, найбільш типовою сценою для дев'яностих».

## Склад гурту
- Селен Віджіл — вокал
- Елізабет Девіс — бас-гітара
- Валері Егнью — ударні

- Стефані Сарджент — гітара (1990—1992)
- Ройзен Данн — гітара (1992—1996)
- Ліза Фей Бітті — гітара (1996—1997)[10]

## Дискографія
- 1992 — Sick ‘Em
- 1994 — ¡Viva Zapata!
- 1996 — Gato Negro[11]
- 2016 — Live at Moe[7]